# Bereeanos
En tiempos bíblicos, los Bereeanos fueron habitantes de la ciudad de Berea, también conocida en la Biblia como Beroea. Hoy en día esta ciudad es conocida como Veria en lo que es hoy Macedonia griega, Grecia del norte. En la actualidad este nombre ha sido adoptado por ciertos grupos protestantes.
Según el Libro de Hechos, Capítulo 17 verso 11, Pablo de Tarso y Silas predicó en Berea, y los habitantes: «Los de Berea tenían una mentalidad más abierta que los de Tesalónica y escucharon con entusiasmo el mensaje de Pablo. Día tras día examinaban las Escrituras para ver si Pablo y Silas enseñaban la verdad. Como resultado, muchos judíos creyeron».
Históricamente, los Bereanos eran una congregación protestante que seguía al antiguo ministro presbiteriano escocés John Barclay (1734-1798). Fundada en Edimburgo en 1773, la iglesia Bereana siguió una forma modificada de Calvinismo. Tenía congregaciones en Escocia, Londres y Bristol, pero principalmente se fusionó con la Iglesia Congregacional después de la muerte de Barclay en 1798.
Un nuevo grupo cristiano protestante comenzó en la década de 1850 en los Estados Unidos bajo la tutela del Dr. John Thomas. Se eligió el nombre de "cristadelfianos", ya que se cree que los que creen y obedecen los mandamientos de Cristo y la Biblia como palabra inspirada de Dios, son "hermanos en Cristo". El grupo original se dividió, y un grupo continuó con el nombre de "Los Cristadelfianos" y el segundo grupo añadió la palabra "Berea" para convertirse en los "Cristadelfianos Bereanos".  La palabra "Bereeano" estuvo escogido para reflejar las palabras en Hechos 17, "Los de Berea tenían una mentalidad más abierta que los de Tesalónica y escucharon con entusiasmo el mensaje de Pablo. Día tras día examinaban las Escrituras para ver si Pablo y Silas enseñaban la verdad. Como resultado, muchos judíos creyeron, como también lo hicieron muchos griegos prominentes, tanto hombres como mujeres." Los Cristodelfianos, y Cristodelfianos Bareeanos creen en las promesas dadas a Abraham, Isaac, y Jacob con respecto al Reino de Dios. Niegan la Doctrina de la Trinidad, un dogma central cristianismo orthodoxo, y esta negativa para reconocer la naturaleza trina de Dios ha resultado en un punto muerto importante entre este grupo y las iglesias protestantes, católicas y ortodoxas orientales.

## Otras  lectura
- "Bereans" and "John Barclay" in Livingstone, E. A., ed. (2006). The Concise Oxford Dictionary of the Christian Church. London: Oxford University Press. ISBN 978-0-19-861442-5.